# Blatnik pri Črnomlju
Blatnik pri Črnomlju – wieś w Słowenii, w gminie Črnomelj. W 2018 roku liczyła 151 mieszkańców.